# Unterseeboot U-94 (1917)
Pour les autres navires du même nom, voir Unterseeboot 94.
L'Unterseeboot U-94 est un sous-marin de type U 93 et l’un des 329 sous-marins de la marine impériale allemande pendant la Première Guerre mondiale. Il a participé à la guerre navale et a pris part à la première bataille de l'Atlantique.

## Conception
Les sous-marins de type U 93 ont été précédés par les sous-marins de type U 87, plus courts. L'U-94 avait un déplacement de 838 tonnes en surface et 1000 tonnes en immersion. Il avait une longueur hors tout de 71,55 m, et 56,05 m pour la coque sous pression, un maître-bau de 6,30 m, une hauteur de 8,25 m et un tirant d'eau de 3,94 m. Le sous-marin était propulsé par deux moteurs de 2400 ch (1800 kW) en surface et par deux moteurs de 1200 ch (880 kW) en immersion. Il avait deux arbres d'hélice. Il était capable de fonctionner jusqu’à 50 mètres.
La vitesse maximale du sous-marin était de 16,8 nœuds (31,1 km/h) en surface et de 8,6 nœuds (15,9 km/h) en immersion. Il pouvait parcourir 9020 milles marins (16710 km) à 8 nœuds (15 km/h) en surface et 52 milles marins (96 km) à 5 nœuds (9,3 km/h) en immersion. L'U-94 était armé de six tubes lance-torpilles de 50 centimètres, quatre à l’avant et deux à l’arrière, de douze à seize torpilles et d’un canon de pont de 8,8 cm SK L/30. Il avait un équipage de trente-six hommes : trente-deux matelots et quatre officiers.

## Affectations
- Flottille IV : du 20 avril 1917 au 11 novembre 1918.

## Commandants
- Kapitänleutnant Alfred Saalwächter[3] : du 3 mars 1917 au 24 mars 1918.
- Oberleutnant zur See Martin Schwab[4] : du 25 mars au 11 novembre 1918.

## Navires coulés
| Date              | Nom                 | Nationalité  | Tonnage | Destin.   |
| ----------------- | ------------------- | ------------ | ------- | --------- |
| 9 juin 1917       | Deveron             | Norvège      | 1261    | Coulé     |
| 11 juin 1917      | Thessaly            | Royaume-Uni  | 4310    | Endommagé |
| 12 juin 1917      | Amakura             | Royaume-Uni  | 2316    | Coulé     |
| 13 juin 1917      | Cederic             | Norvège      | 2344    | Coulé     |
| 20 juin 1917      | HMS Salvia          | Royal Navy   | 1250    | Coulé     |
| 24 juin 1917      | Sylvanian           | Royaume-Uni  | 4858    | Coulé     |
| 26 juin 1917      | SS Haverford        | Royaume-Uni  | 11635   | Endommagé |
| 29 juillet 1917   | Ingeborg            | Danemark     | 1207    | Coulé     |
| 29 juillet 1917   | Adalia              | Royaume-Uni  | 3847    | Coulé     |
| 30 juillet 1917   | Kildin              | Empire russe | 1640    | Coulé     |
| 30 juillet 1917   | Manchester Inventor | Royaume-Uni  | 4112    | Coulé     |
| 30 juillet 1917   | Souma               | Empire russe | 2200    | Coulé     |
| 6 août 1917       | Argalia             | Royaume-Uni  | 4641    | Coulé     |
| 12 août 1917      | Lynorta             | Royaume-Uni  | 3684    | Coulé     |
| 16 août 1917      | Svanholm            | Danemark     | 1400    | Coulé     |
| 19 septembre 1917 | Hydra               | Danemark     | 174     | Coulé     |
| 24 septembre 1917 | Petersham           | Royaume-Uni  | 3381    | Endommagé |
| 15 décembre 1917  | Bernard             | Royaume-Uni  | 3682    | Coulé     |
| 16 décembre 1917  | Bristol City        | Royaume-Uni  | 2511    | Coulé     |
| 19 février 1918   | Barrowmore          | Royaume-Uni  | 3832    | Coulé     |
| 26 février 1918   | Snyg                | Norvège      | 370     | Coulé     |
| 2 mars 1918       | Rockpool            | Royaume-Uni  | 4502    | Coulé     |
| 18 mai 1918       | Hurunui             | Royaume-Uni  | 10644   | Coulé     |
| 25 mai 1918       | Saphir              | Norvège      | 1406    | Coulé     |